# Hans Bakker
Pour les articles homonymes, voir Bakker.
Hans Bakker (8 novembre 1937 - 21 janvier 2015) est un espérantiste néerlandais.

## Biographie
Hans Bakker nait le 8 novembre 1937 à Amsterdam, aux Pays-Bas. Il est le fils unique de Hans Bakker et Wilhelmina Anthonia “Miesje” Smith, tous deux espérantistes.. En 1955, il finit son gymnasium, avant de rejoindre l’Université technique de Delft et d’être diplômé, en 1962, en construction navale. Avec la disparition des grands chantiers navals des Pays-Bas, il change de profession et devient conseiller auprès d’organisations.
Hans Bakker meurt le 21 janvier 2015 à Amsterdam.